# Фабрис Белар
Фабрис Белар (на френски: Fabrice Bellard) е френски компютърен специалист и програмист. Най-известните му приноси в областта на информатиката са софтуерът FFmpeg, емулаторът QEMU и компилаторът Tiny C Compiler.

## Биография
Фабрис Белар е роден през 1972 г. в Гренобъл. Учи в Монпелие, където още през 1989 г. създава инструмента за компресия на данни LZEXE. Завършва Парижката политехника през 1993 г., а през 1998 г. – „Телеком Пари“. Оттогава работи в Netgem.
През 2011 г. създава емулатор на JavaScript, който позволява стартирането на Linux ядро директно в браузъра.
Носител е на наградата O'Reilly Open Source Award.
През 2023 г. става почетен член на Société informatique de France.